# Weigandufer

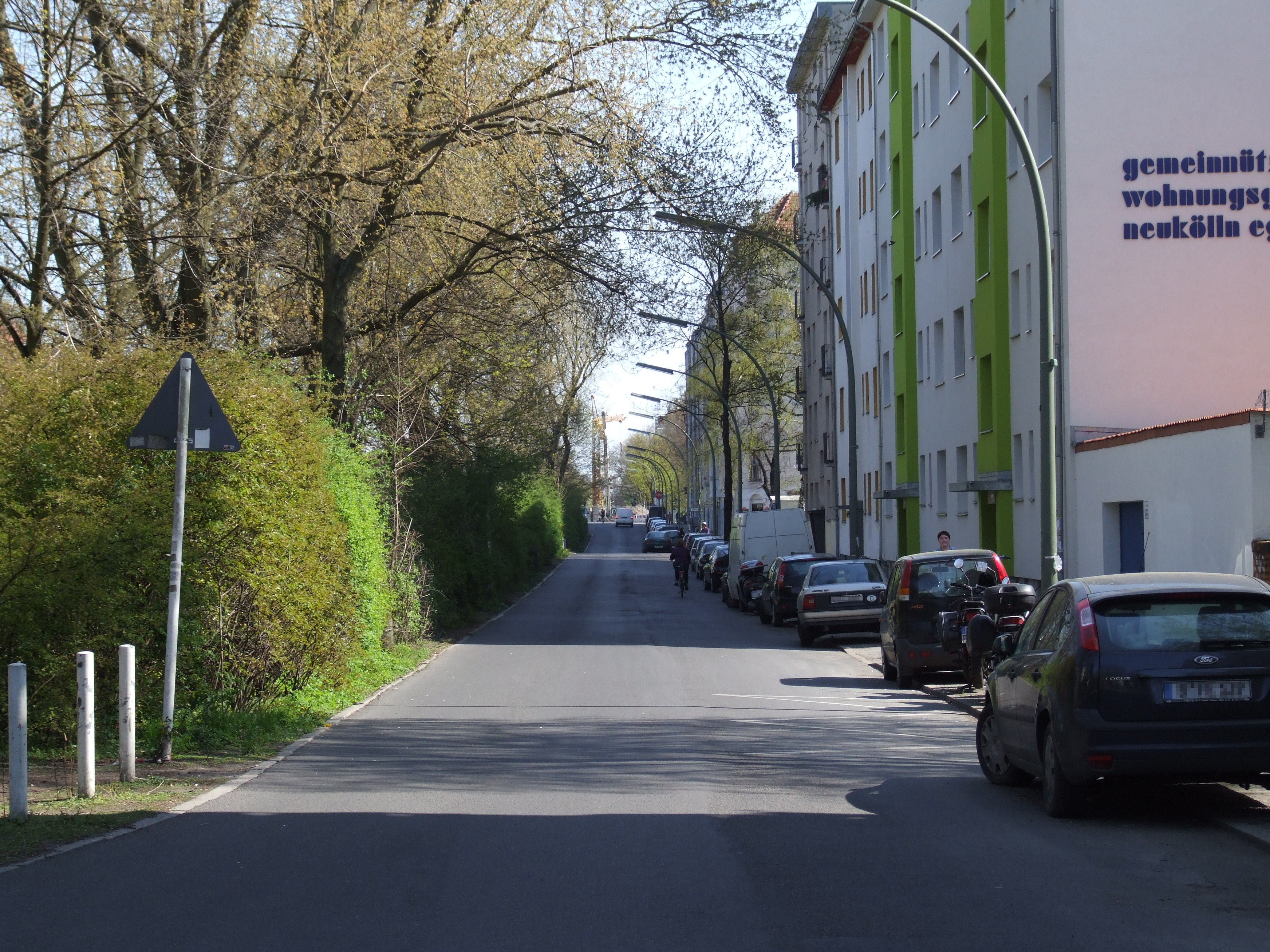
Weigandufer

Das Weigandufer ist eine Straße im Berliner Ortsteil Neukölln. Sie führt entlang des Neuköllner Schifffahrtskanals von der Fuldastraße am Weichselplatz bis zur Teupitzer Brücke beziehungsweise zur Teupitzer Straße. Das Weigandufer liegt mit den Hausnummern 3–16 im Postleitzahlenbereich 12045 und mit den Hausnummern 17–49 im Postleitzahlenbereich 12059.
Auf einem Abschnitt des Weigandufers verläuft die überbezirkliche Wanderroute Innerer Parkring.

## Geschichte
Zunächst befanden sich an dem Uferbereich die Straßen 38 und 57. Diese wurden am 2. Mai 1904 zusammengelegt und nach dem Architekten und Bauingenieur Hermann Weigand noch zu dessen Lebzeiten in „Weigand-Ufer“ benannt. 1907 wurde der Name auf die Schreibweise „Weigandufer“ geändert.

### Umwidmung zur Fahrradstraße

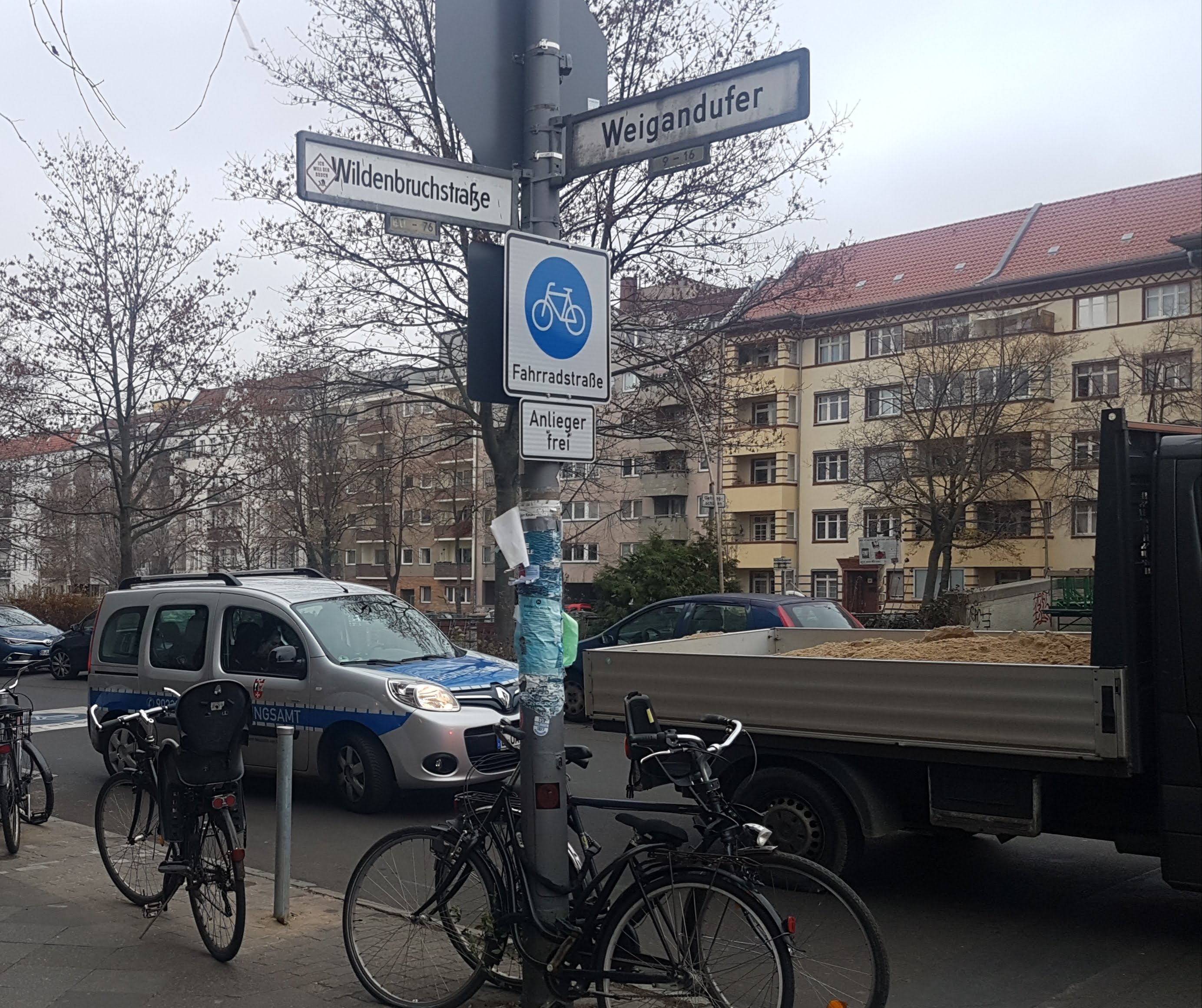
Fahrradstraße Weigandufer

Im August 2013 stellte die Piratenfraktion in der Bezirksverordnetenversammlung (BVV) einen Antrag zur Ausweisung des Weigandufers als Fahrradstraße. Der Antrag wurde allerdings 2015 sowohl vom Verkehrs- als auch vom Wirtschaftsausschuss und letztlich von der BVV durch die Stimmen von SPD und CDU abgelehnt. Der Bezirksverordnete Marko Preuß (SPD) begründete die Ablehnung damit, dass Anwohner das Vorhaben kritisiert hatten, weil sie den Wegfall von Parkplätzen und eine schwierigere Erreichbarkeit fürchteten und seitens des ADFC Bedenken wegen des querenden Brückenverkehrs geäußert wurden. Das zuvor aus der Initiative Volksentscheid Fahrrad hervorgegangene Netzwerk Fahrradfreundliches Neukölln startete daraufhin als seine erste Kampagne eine Aktion für das Weigandufer als Fahrradstraße. Nachdem die Bezirksverordneten zahlreiche Bürgerschreiben erhalten hatten, ging der Antrag zurück in den Ausschuss für Verkehr und Tiefbau, der der BVV am 6. Januar 2016 eine Zustimmung empfahl. Er wurde anschließend einstimmig von der BVV angenommen.
Ende Oktober 2018 begannen die Arbeiten. Parkplätze fielen dafür nicht weg. Da die Straße bereits asphaltiert und als Tempo-30-Zone ausgewiesen war, beschränkten sich die Umbauarbeiten insbesondere auf das Aufmalen der Piktogramme und das Aufstellen einer entsprechenden Beschilderung. Am 16. November wurde das Weigandufer offiziell als zweite Fahrradstraße des Bezirks eröffnet. Die Straße ist allerdings weiterhin für den motorisierten Verkehr frei gegeben, was von Radfahrern als Behinderung kritisiert wird. An den Brücken mit querendem Verkehr wurde die Fahrradstraße unterbrochen.
Auf der Weserstraße wurde 2017 auf dem Abschnitt zwischen Kottbusser Damm und Reuterplatz die erste Fahrradstraße des Bezirks ausgewiesen. Es existieren Pläne in der Weserstraße auch den Abschnitt von der Pannier- und Pflügerstraße als Fahrradstraße umzubauen und damit eine Verbindung mit der Fahrradstraße am Weigandufer herzustellen.
Polizeiliche Kontrollen zur Einhaltung der in der Fahrradstraße Weigandufer geltenden Verkehrsregeln wurden zweimal im Jahr 2018 und zehnmal im 1. Halbjahr 2019 durchgeführt. Bei den Kontrollen bis August 2019 wurden insgesamt ein Verstoß durch unerlaubtes Halten, sieben Verstöße durch unerlaubtes Parken und ein Verstoß durch Parken mit einer Dauer von mehr als einer Stunde mit Behinderung festgestellt.
Zunächst für die Zeit der Umbauarbeiten der Straße in den Jahren 2019 bis 2020 (siehe unten), wurde der Abschnitt zwischen Wildenbruchstraße und Elbestraße zur Einbahnstraße für den motorisierten Verkehr in östliche Richtung ausgewiesen. Der Bezirksbürgermeister Martin Hikel gab im März 2020 bekannt, dass diese Verkehrsführung auch nach den Bauarbeiten beibehalten werden soll, das sie „zu einem echten Mehrwert für Radfahrende“ führen würde.

### Umbauarbeiten 2019–2020
Zwischen 2019 und 2020 soll das Weigandufer von der Fuldastraße bis zu Innstraße im Rahmen einer Stadtbauförderungsmaßnahme im Sanierungsgebiet Karl-Marx-Straße / Sonnenallee umgebaut werden. Mit den Planungen für den Umbau wurde 2015 begonnen. Dafür entwickelte das beauftragte Stadtplanungsbüro zunächst eine Vorstudie, deren Ergebnisse am 12. Juli 2016 öffentlich vorgestellt wurden. Am 18. Dezember 2017 fand in der Quartiershalle des Campus Rütli eine Präsentation der Entwürfe für den Umbau statt, die von den Besuchern kommentiert werden konnten. Begonnen wurde mit den Umbauarbeiten am 21. Februar 2019, zunächst mit Rodungsarbeiten.
Für die bisher unbefestigten Uferwege ist eine Bepflasterung vorgesehen, bei der sowohl Platten als auch Mosaiksteine verlegt werden sollen. Der Weg soll mit einem durch ein Cortenstahlband eingefassten bepflanzten Streifen von der Fahrbahn getrennt und das alte Ufergeländer durch ein neues ersetzt werden. Des Weiteren ist die Aufstellung 32 neuer Kreuzberger Bügel zum Abstellen von Fahrrädern vorgesehen. An der Kreuzung Wildenbruchstraße sind ein Fußgängerüberweg und die Erneuerung der Fußgängerinsel geplant.
Zur Durchführung der Arbeiten wurde die Straße eingeteilt in den „Bauabschnitt Ost“ zwischen der Wildenbruchstraße und der Innstraße und den „Bauabschnitt West“ zwischen der Fuldastraße und der Wildenbruchstraße. Die Arbeiten im Bauabschnitt Ost sollen von Februar 2019 bis April 2020 stattfinden. Dort soll die Fahrbahn auf vier Meter Breite reduziert und für den motorisierten Verkehr gesperrt werden. Ausgenommen sind Wartungs- und Baufahrzeuge der Berliner Wasserbetriebe. Der bisher existierende Gehweg auf der Seite des Wildenbruchplatzes soll zurückgebaut und dafür die Gründfläche an dieser Stelle vergrößert werden. Insgesamt sollen dabei 250 Quadratmeter entsiegelt werden. Auf der angrenzenden Innstraße sollen an der Seite der Grünanlage, sechs Parkplätze längs zur Straße eingerichtet werden. Außerdem sind am Bauabschnitt Ost die Aufstellung von vier Sitzbänken aus Beton und sechs neuen Parkbänken sowie eine Bepflanzung mit sechs Amberbäumen und zwei Felsenbirnen geplant. Die Arbeiten im Bauabschnitt West sind für Oktober 2019 bis September 2020 angesetzt. Dort sollen eine acht Meter lange Sitzbank aus Beton und ebenfalls sechs neue Parkbänke aufgestellt werden. Bepflanzt werden soll der Abschnitt mit vier Kelgel-Silberweiden, sowie mit „Blumen, Kräutern und Gräsern sowie Mischstauden“.

## Bauwerke
Baudenkmale entlang des Weigandufers sind eine Fabrikanlage von 1913 mit der Adresse Thiemannstraße 1 und die Wohnanlage am Weigandufer 12–16 aus dem Jahr 1925/1926 des Architekten Bruno Taut. In dem Haus mit der Nummer 16 lebte der Gewerkschafter, Politiker und Widerstandskämpfer Franz Künstler, an den eine dort angebrachte Gedenktafel erinnert.
Des Weiteren befindet sich am Weigandufer 45–49 das 1911 erbaute Fernheizwerk Neukölln des Architekten Reinhold Kiehl. Am Weigandufer 18 befand sich die W. Biese Flügel- und Pianinofabrik.

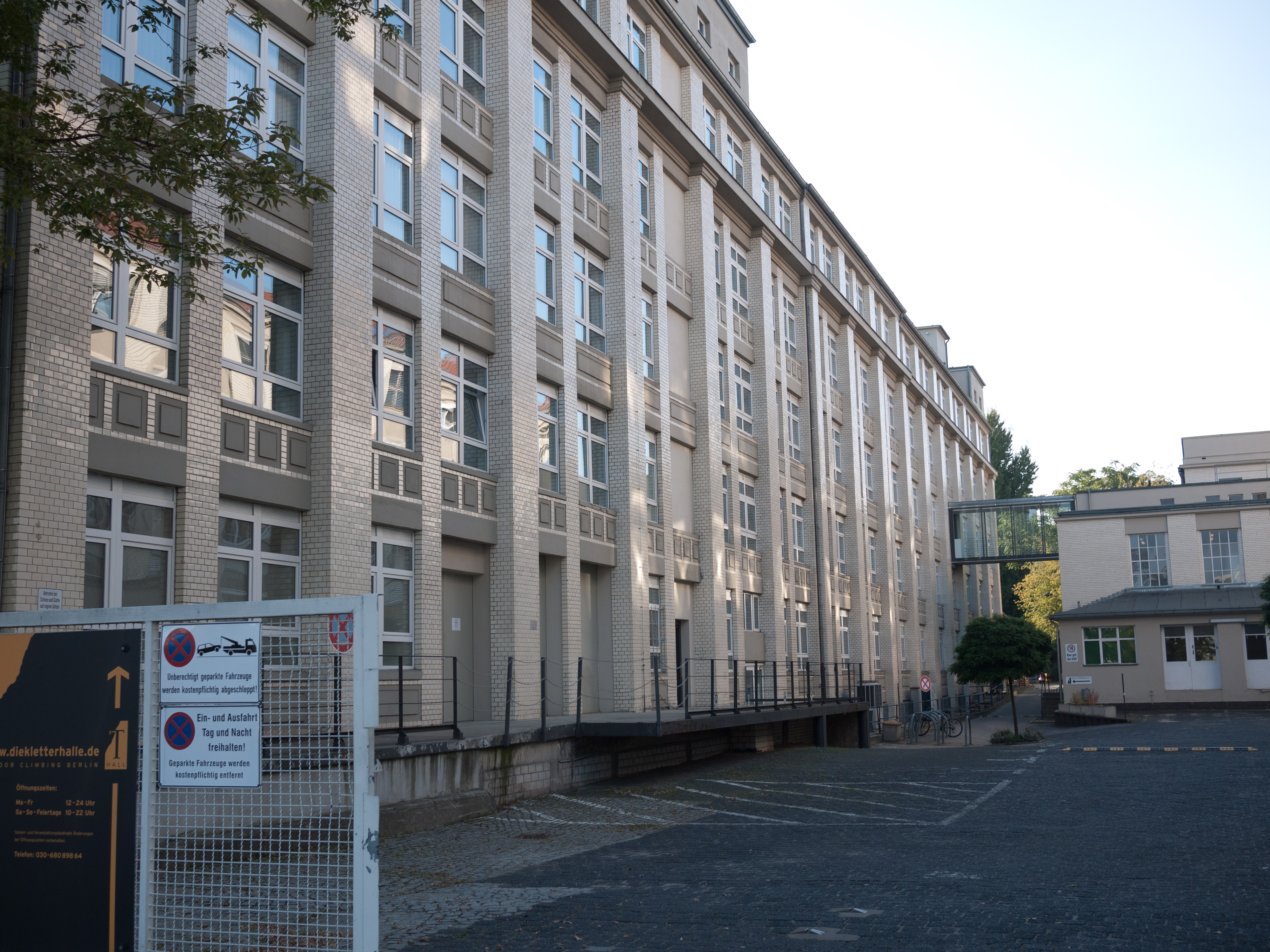
Fabrikanlage von 1913
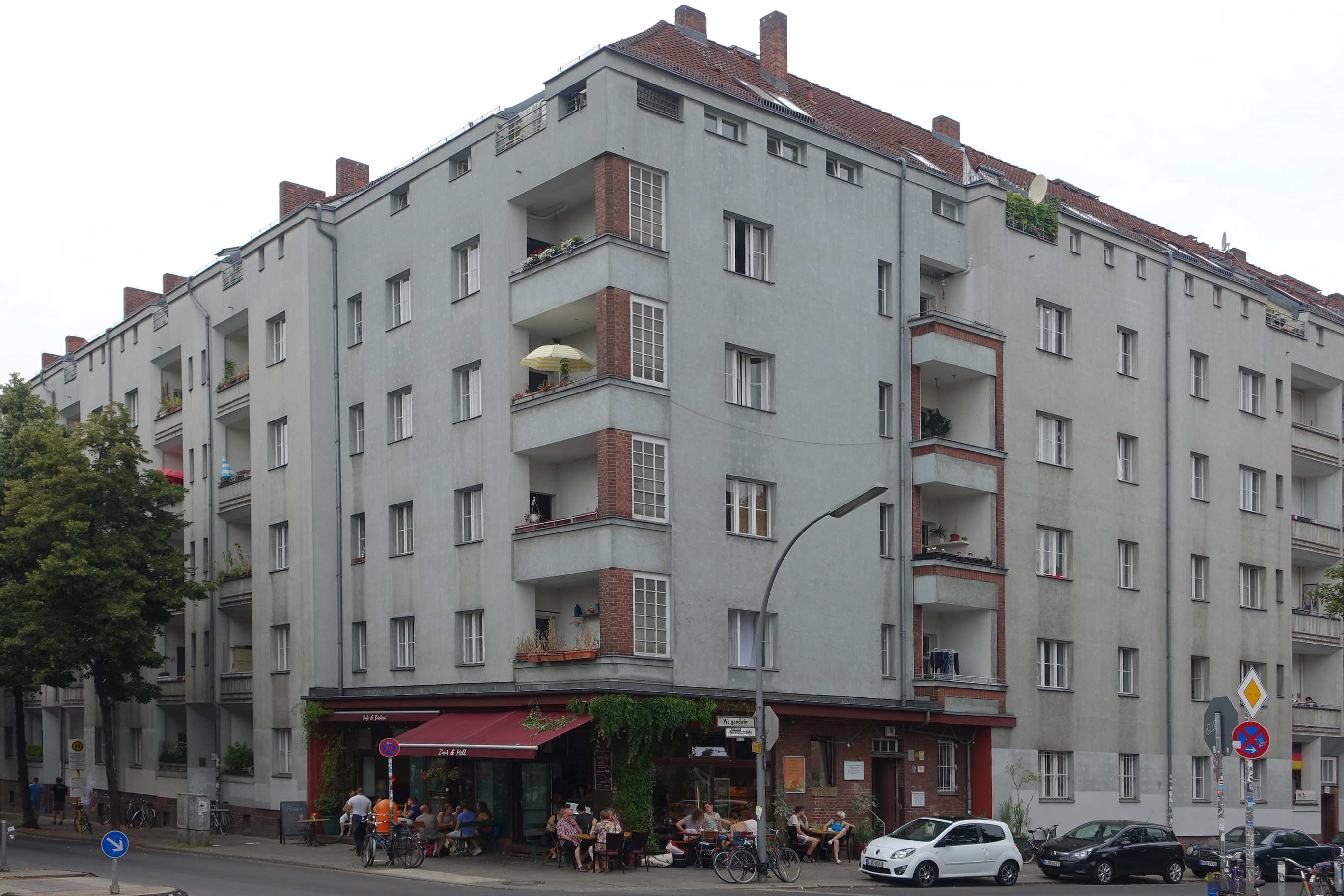
Wohnanlage Weigandufer 12–16
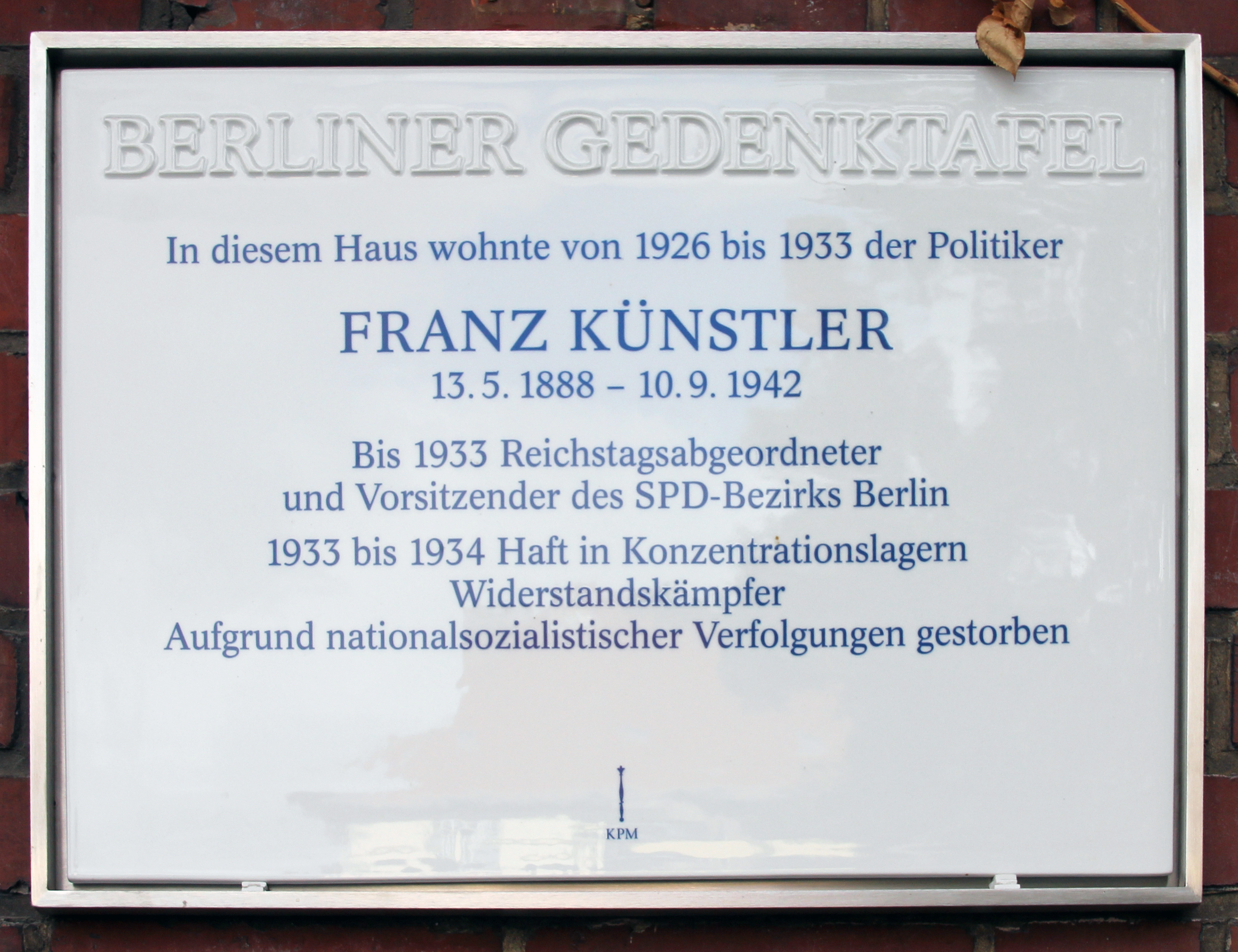
Gedenktafel Franz Künstler

Das Weigandufer ist über den Neuköllner Schifffahrtskanal mit mehreren Brücken verbunden. Von Westen nach Osten sind dies die Wildenbruchbrücke, die Fußgängerbrücke Elsensteg, die Treptower Brücke und die Teupitzer Brücke mit dem Kiehlufer.

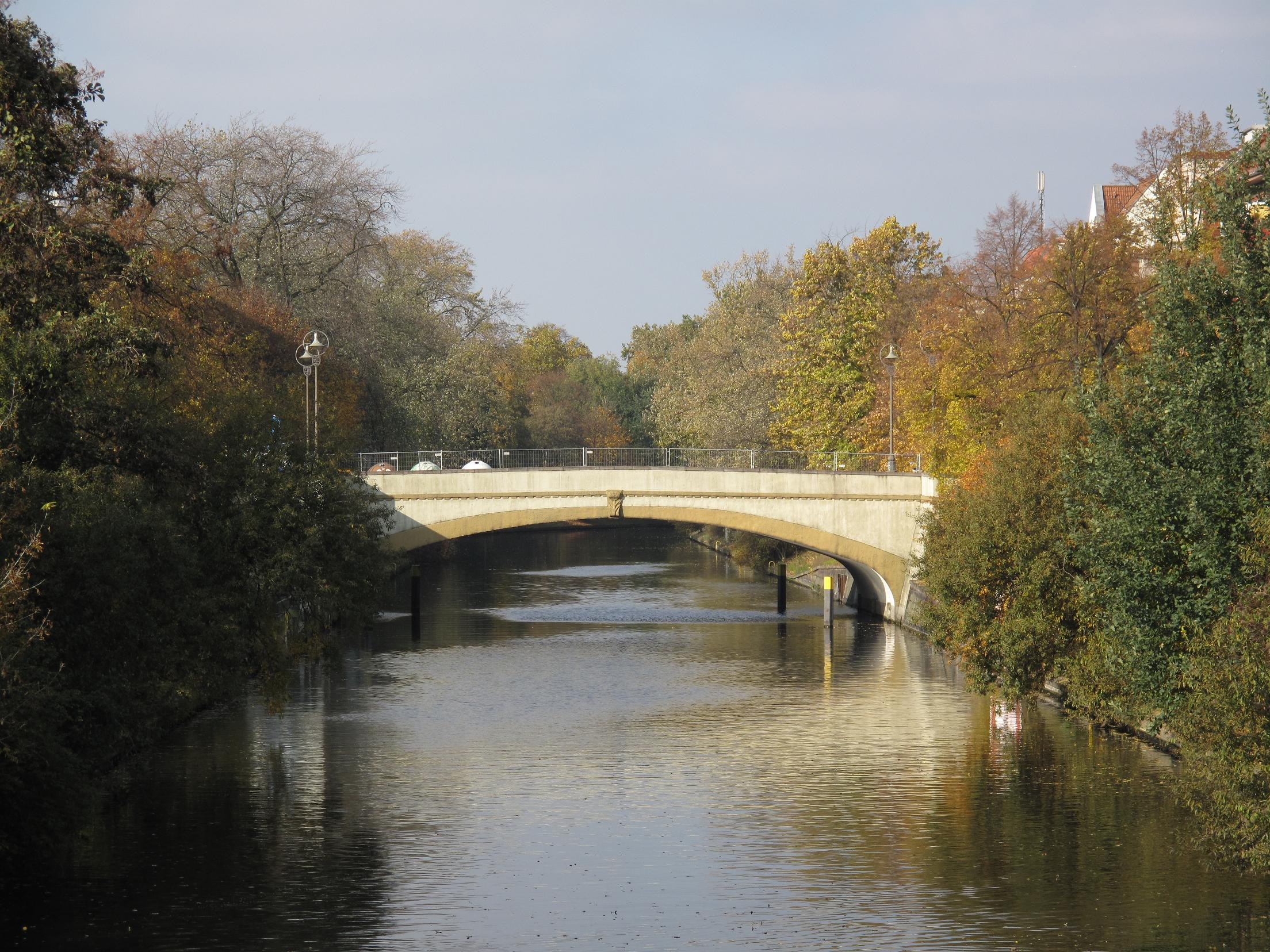
Wildenbruchbrücke
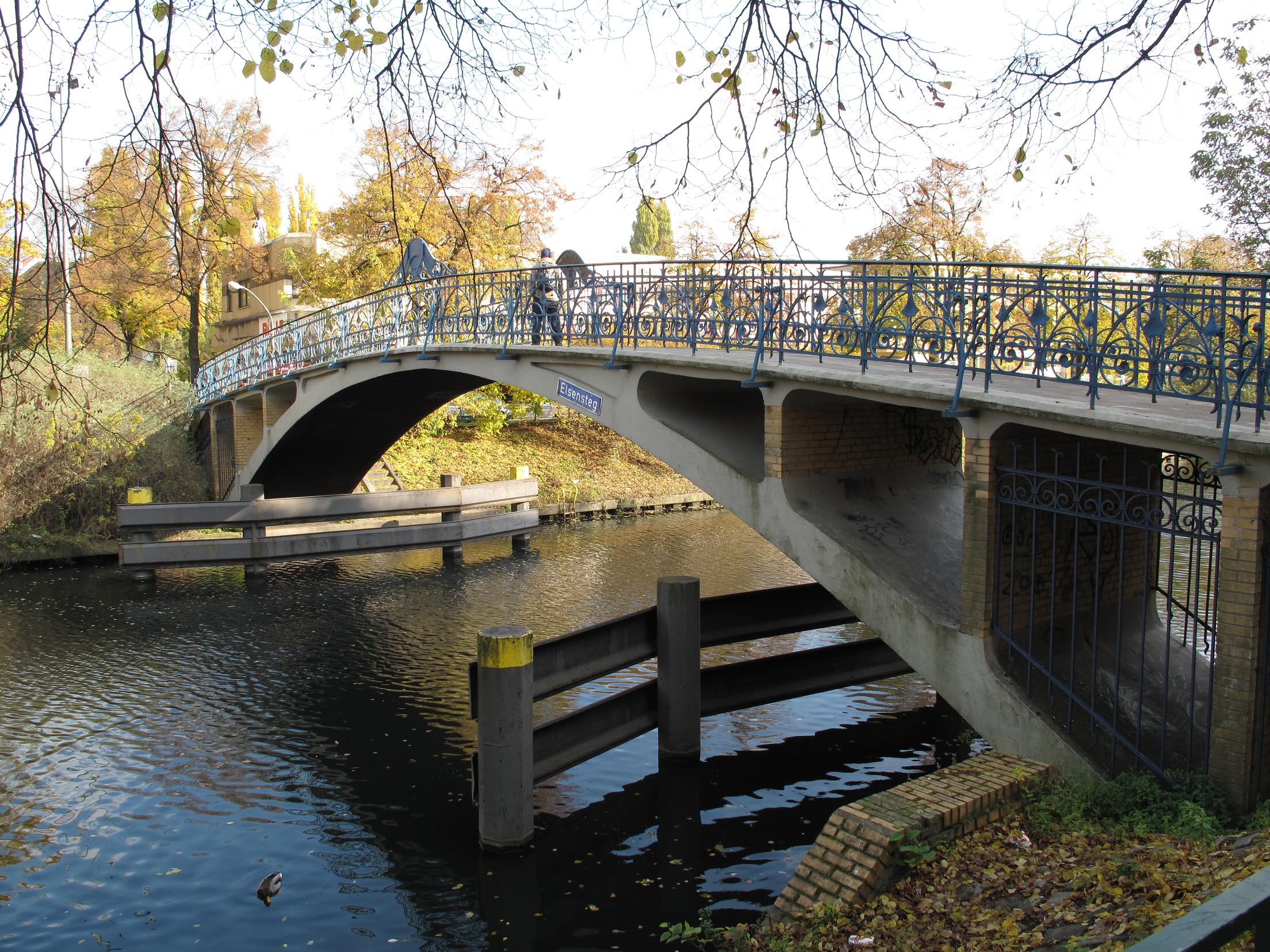
Elsensteg
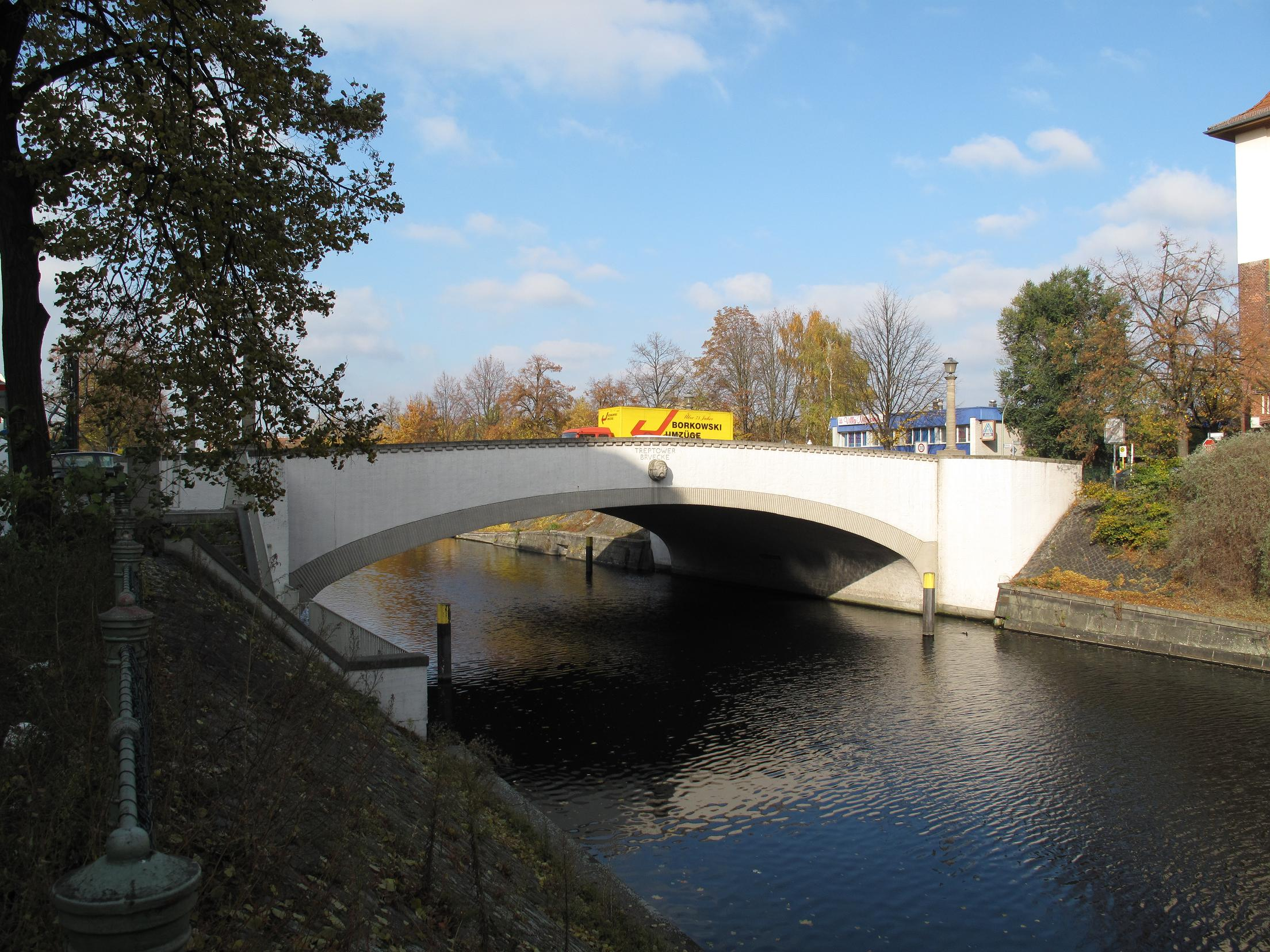
Treptower Brücke
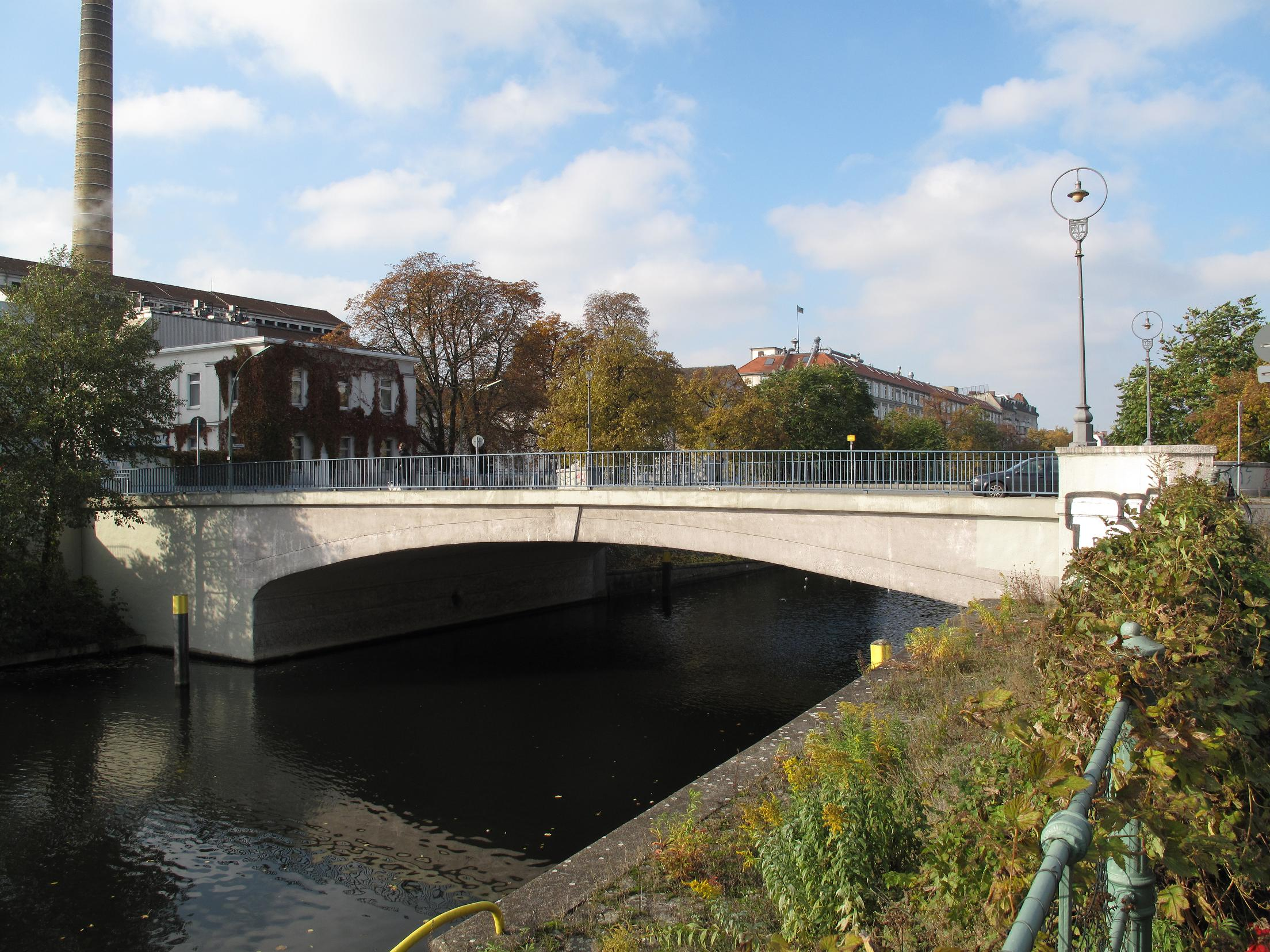
Teupitzer Brücke

## Stolpersteine
Vor der Hausnummer 30 wurden am 9. September 2017 Stolpersteine im Gedenken an Dina, Kurt und Stephanie Bujakowsky verlegt, die dort gelebt hatten und am 9. September 1942 deportiert und im Konzentrationslager Auschwitz ermordet wurden.

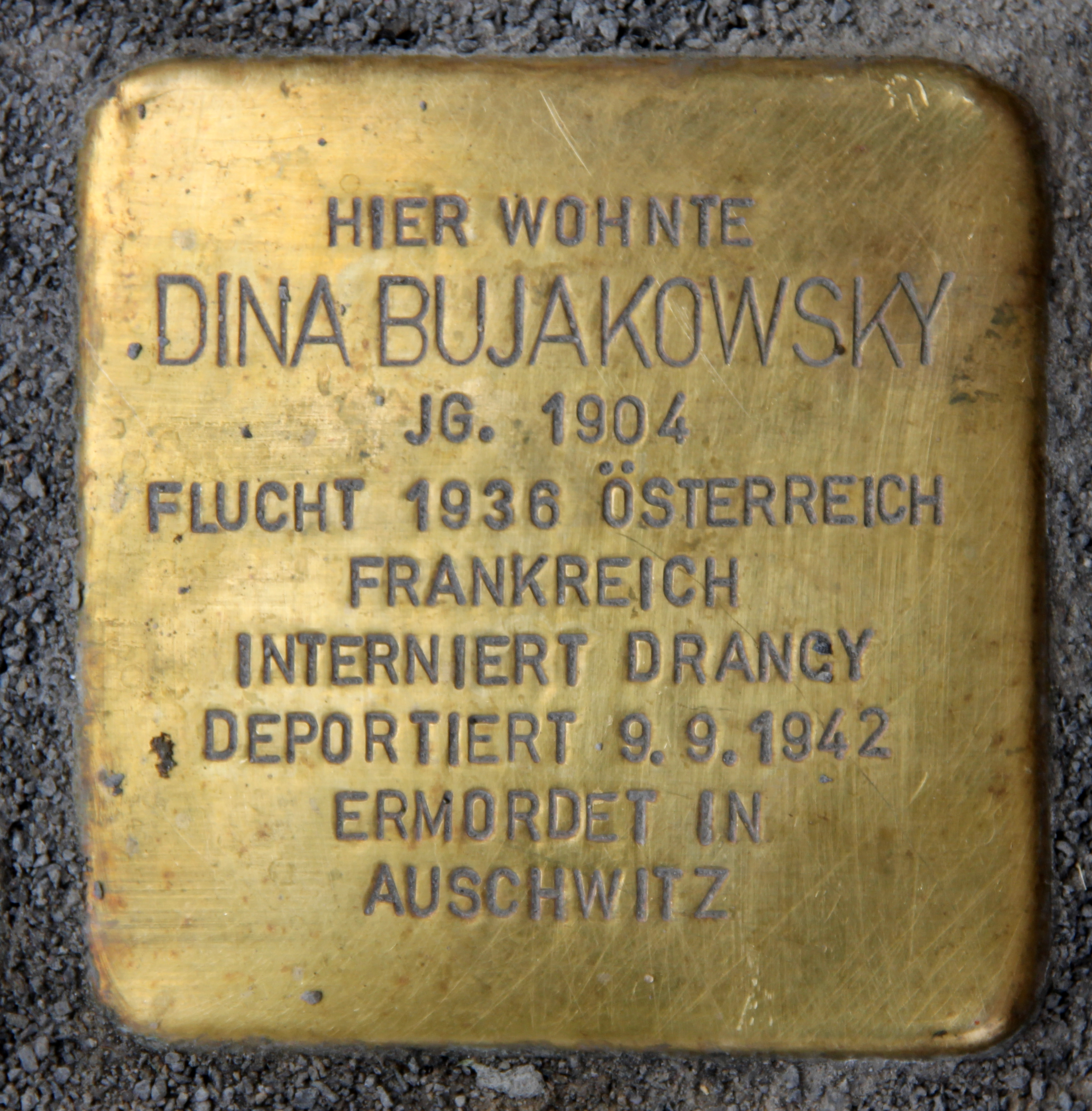
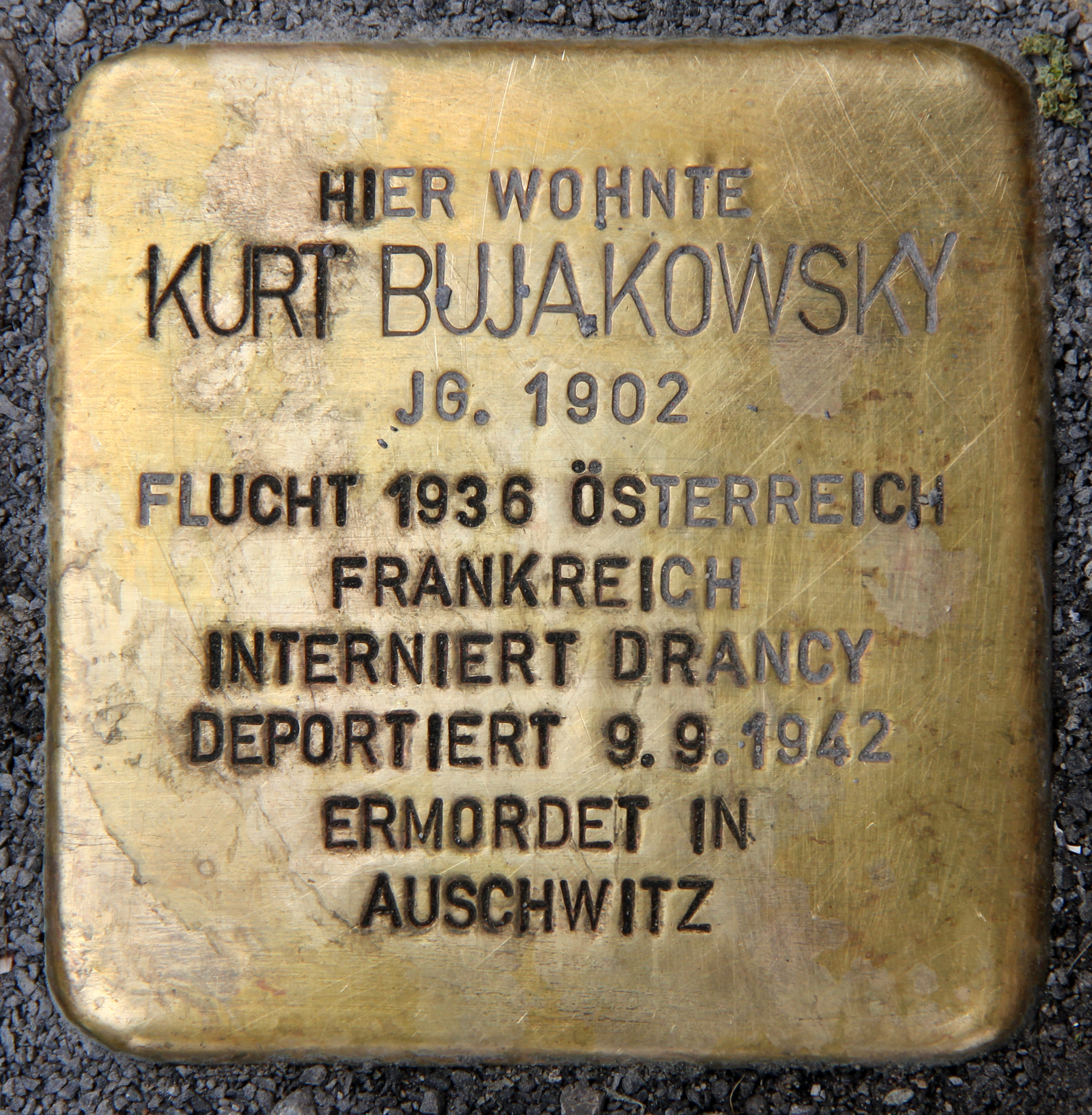
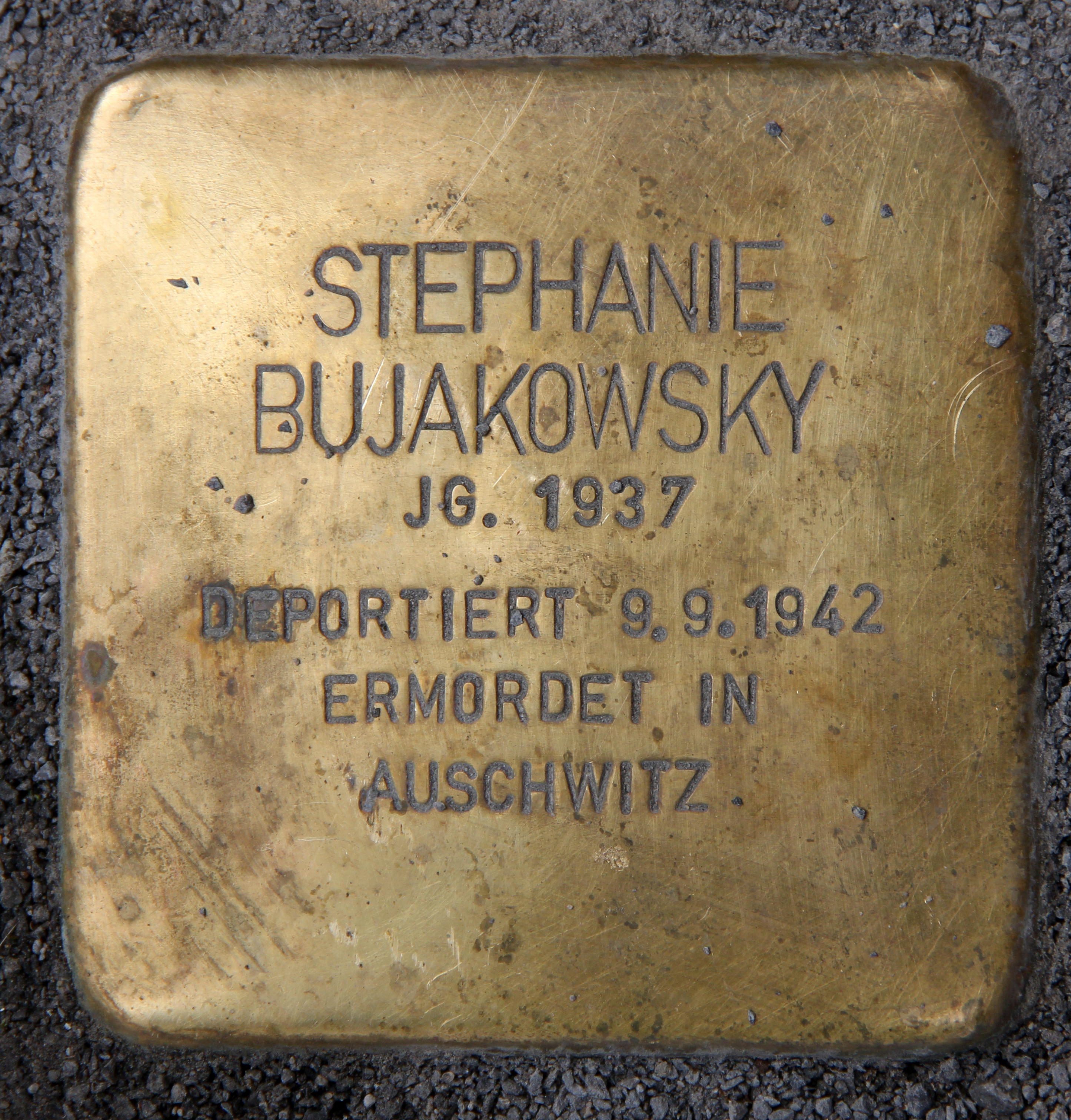